# Христо Статев
Христо Статев Попов е български политик от Демократическия сговор.

## Биография
Роден е в Русе на 27 ноември 1887 г. През 1908 г. завършва гимназия в Русе. Редактор е в органа на Народната партия вестник „Реч“. В 1913 година става политически редактор на вестник „Воля“, орган на Народнолибералната партия.
През 1913 г. завършва право в Софийския университет. Участва в Балканската и Първата световна война. От 1914 е член на Централното бюро на Народнолибералната партия, а през 1923 г. преминава към Демократическия сговор. В периода 1923 – 1944 г. е народен представител в Двадесет и първото, Двадесет и второто, Двадесет и третото и Двадесет и петото обикновени народни събрания. През 1931 г. създава списание „Нова мисъл“ с националсоциалистически уклон. Министър е на земеделието за около един месец през 1931 г. Статев е член на Националния комитет на Българската спортна федерация и на Централното управление на съюза на запасните офицери.
През 1944 г. емигрира във Виена, където става част от т.нар. Българско национално правителство в изгнание на Александър Цанков като министър на просветата и пропагандата.  През 1950 година оглавява емигрантската организация Български национален фронт.
Осъден задочно на смърт от Народния съд, а през 1996 година е реабилитиран от Върховния съд с решение № 172.